# آزمون شیمیایی
در شیمی، آزمون شیمیایی یک روش کیفی یا کمی است که برای شناسایی، تعیین یا مشخص کردن یک ترکیب یا گروه شیمیایی طراحی شده‌است.

## آزمون‌های آلی
- آزمون واکنش کاربیل‌آمین برای آمین‌های اولیه
- آزمون Griess برای ترکیبات آلی نیتریت
- آزمون واکنش یدوفرم برای وجود متیل کتون‌ها یا ترکیباتی که می‌توانند به متیل کتون‌ها اکسید شوند
- آزمون شیف آلدهیدها را تشخیص می‌دهد
- آزمون تولنس (آینه نقره ای) برای آلدهیدها
- آزمون Zeisel برای وجود استرها یا اترها
- معرف لوکاس برای تعیین الکل‌های نوع اول، دوم و سوم
- از آزمون برم برای آزمایش وجود ترکیبات اشباع نشده و فنول‌ها استفاده می‌شود.

## آزمون‌های معدنی
- آزمون باریم کلرید برای سولفات‌ها
- آزمون بیلشتاین برای آزمایش کیفی هالیدها
- آزمون دانه بوراکس برای فلزات خاص
- روش هالوژن کاریوس برای اندازه‌گیری هالیدها به صورت کمی[۱]
- آزمون شیمیایی سیانید برای تشخیص وجود سیانید، CN−
- آزمون مس سولفات برای وجود آب
- آزمون شعله برای فلزات
- آزمون گیلمن برای تشخیص وجود واکنشگر گرینیارد
- روش Kjeldahl برای تشخیص کمی حضور نیتروژن
- آزمون واکنشگر نسلر برای وجود آمونیاک
- آزمون نین‌هیدرین برای آمونیاک یا آمین‌های نوع اول
- آزمون فسفات برای فسفات
- آزمون همجوشی سدیم برای تشخیص وجود نیتروژن، گوگرد و هالیدها
- آزمون تعیین Zerewitinoff برای هیدروژن اسیدی
- آزمون Oddy برای اسید، آلدهیدها و سولفیدها
- آزمون گانزبرگ برای وجود هیدروکلریک اسید
- آزمون کلینگ برای وجود لاکتیک اسید

## همچنین ببینید
- آزمایش پزشکی
- روش آزمون